# Vornicenii Mari, Suceava
Vornicenii Mari (anterior Tolva, în maghiară Józseffalva) este un sat în comuna Moara din județul Suceava, Bucovina, România. Localitatea a fost înființată de coloniștii secui veniți din Transilvania.

## Recensământul din 1930
Componența etnică a satului Vornicenii Mari
     Români (48,2%)
     Germani (3,45%)
     Evrei (1,5%)
     Maghiari (46,75%)
     Polonezi (0,1%)
Componența confesională a satului Vornicenii Mari
     Ortodocși (48,5%)
     Romano-catolici (49,3%)
     Mozaici (1,5%)
     Evanghelici\Luterani (0,7%)
Conform recensământului efectuat în 1930, populația satului Vornicenii Mari se ridica la 1163 locuitori. Majoritatea locuitorilor erau români (48,5%), cu o minoritate de germani (3,45%), una de evrei (1,5%), una de maghiari (46,75%) și una de polonezi (0,1%). Din punct de vedere confesional, majoritatea locuitorilor erau romano-catolici (49,3%), dar existau și ortodocși (48,5%), mozaici (1,5%) și evanghelici\luterani (0,7%).

 Acest articol despre o localitate din județul Suceava este deocamdată un ciot. Puteți ajuta Wikipedia prin completarea lui.